# Box-office France 2015
Cet article traite du box-office de 2015 en France.

## Les films à succès

### Le retour deStar Warsaprès 10 ans
L'année 2015 voit le retour d'une importante saga du cinéma américain, Star Wars. En 2012, la compagnie Disney rachète Lucasfilm à George Lucas pour la somme de 4 milliards de dollars. Après cela, la compagnie décide de sortir une toute nouvelle trilogie se déroulant après les événements de Star Wars épisode VI : Le Retour du Jedi. Star Wars épisode VII : Le Réveil de La Force est donc le premier de cette nouvelle trilogie à sortir, il voit le jour 10 ans après le dernier sorti au cinéma, Star Wars, épisode III : La Revanche des Sith. Stars Wars :The Clone Wars, sorti en 2008, avait eu une distribution limitée dans les salles, car il servait principalement à faire connaitre la série d'animation The Clone Wars.
Ce septième épisode sort donc durant les fêtes de fin d'année et il réalise le meilleur score de l'année 2015. C'est la première fois qu'un film Star Wars est premier du box office français depuis la sortie du premier en 1977. Avec 10,5 millions d'entrées au total et 3,8 millions d'entrées lors de sa première semaine, ce septième opus réalise le meilleur score et le meilleur démarrage de toute la saga Star Wars en France. Dans le reste du monde, le film fait également un carton, devenant le troisième film à dépasser les 2 milliards de dollars de recettes. C'est également le film Star Wars le plus lucratif de tous.

### Les succès français
Après une excellente année 2014, dominée par le cinéma français, l'année 2015 est plus timide. Les plus gros succès restent des comédies, comme Les Nouvelles Aventures d'Aladin avec Kev Adams, qui, malgré des critiques très négatives, est le plus gros succès français de 2015 avec 4,4 millions d'entrées. Il y a également la suite des Profs, de Pierre-François Martin Laval, Les Profs 2 qui fait moins bien que le premier, avec 3,4 millions d'entrées mais est néanmoins un succès. Et la suite de Babysitting de la bande à Fifi : Babysitting 2 qui atteint les 3,2 millions d'entrées, faisant mieux que le premier opus. 

## Score des suites par rapport à leur prédécesseur

### Tendance ascendante
. Stars Wars, épisode VII : Le Réveil de La Force réalise le meilleur score de la franchise avec 3,2 millions et 3,3 millions d'entrées de plus que Star Wars, épisode I : La Menace Fantôme et Star Wars, épisode III : La Revanche des Sith. 
. Les Minions effectue 2 233 579 de plus que Moi, Moche et Méchant 2 sortit en 2013. 
. Fast and Furious 7 réalise le meilleur démarrage de la franchise avec 2 millions de spectateurs lors de sa première semaine. Et avec 4,6 millions d'entrées, il atteint le meilleur score de la franchise.
. Babysitting 2 attire 841 267 spectateurs de plus que le premier opus. 
. Le Labyrinthe : La Terre brûlée, réalise un score similaire, au premier film, de 2014, avec environ 70 000 spectateurs de plus.  
. Mission impossible : Rogue Nation, réalise le troisième meilleur score de la saga, derrière Mission Impossible (4,1 millions d'entrées) et Mission Impossible 2 (4 millions d'entrées), il attire malgré tout 389 000 entrées de plus que Mission Impossible : Protocole Fantôme. 
. Divergente 2 : L'Insurrection, fait mieux que le premier, avec 930 000 spectateurs de plus.  

## Les millionnaires
- États-Unis : 25 films (coproduction : Japon : 1 film)
- France : 19 films (coproductions : Royaume-Uni : 1 film et Chine : 1 film)
- Royaume-Uni : 3 films (coproduction : États-Unis : 3 films)
- Australie : 1 film (coproduction : États-Unis : 1 film)
- Allemagne : 1 films (coproduction : Australie : 1 film)
- Total : 49 films

| Class. | Titre                                          | Pays                                | Réalisateur                      | Box-Office France | Semaines |
| ------ | ---------------------------------------------- | ----------------------------------- | -------------------------------- | ----------------- | -------- |
| 1      | Star Wars, épisode VII : Le Réveil de la Force |                                     | J. J. Abrams                     | 10 505 479        | 15 (fin) |
| 2      | Les Minions                                    | Kyle Balda et Pierre Coffin         | 6 588 715                        | 20 (fin)          |          |
| 3      | Jurassic World                                 | Colin Trevorrow                     | 5 204 879                        | 13 (fin)          |          |
| 4      | 007 Spectre                                    |                                     | Sam Mendes                       | 4 982 985         | 15 (fin) |
| 5      | Fast and Furious 7                             |                                     | James Wan                        | 4 637 718         | 14 (fin) |
| 6      | Vice-versa                                     |                                     | Pete Docter et Ronnie del Carmen | 4 506 627         | 26 (fin) |
| 7      | Les Nouvelles Aventures d'Aladin               |                                     | Arthur Benzaquen                 | 4 439 602         | 17 (fin) |
| 8      | Avengers : L'Ère d'Ultron                      |                                     | Joss Whedon                      | 4 331 356         | 11 (fin) |
| 9      | Cinquante nuances de Grey                      | Sam Taylor-Wood                     | 4 068 085                        | 11 (fin)          |          |
| 10     | Les Profs 2                                    |                                     | Pierre-François Martin-Laval     | 3 496 409         | 15 (fin) |
| 11     | Babysitting 2                                  | Philippe Lacheau et Nicolas Benamou | 3 203 541                        | 11 (fin)          |          |
| 12     | Le Labyrinthe : La Terre brûlée                |                                     | Wes Ball                         | 3 200 015         | 10 (fin) |
| 13     | American Sniper                                | Clint Eastwood                      | 3 130 825                        | 15 (fin)          |          |
| 14     | Papa ou Maman                                  |                                     | Martin Bourboulon                | 2 888 215         | 10 (fin) |
| 15     | Hunger Games : La Révolte, partie 2            |                                     | Francis Lawrence                 | 2 882 374         | 11 (fin) |
| 16     | Mission impossible : Rogue Nation              | Christopher McQuarrie               | 2 804 822                        | 11 (fin)          |          |
| 17     | Le Voyage d'Arlo                               | Peter Sohn                          | 2 748 507                        | 15 (fin)          |          |
| 18     | Taken 3                                        |                                     | Olivier Megaton                  | 2 614 008         | 9 (fin)  |
| 19     | Seul sur Mars                                  |                                     | Ridley Scott                     | 2 511 458         | 12 (fin) |
| 20     | Divergente 2 : L'Insurrection                  | Robert Schwentke                    | 2 422 688                        | 16 (fin)          |          |
| 21     | Pourquoi j'ai pas mangé mon père               |                                     | Jamel Debbouze                   | 2 411 239         | 13 (fin) |
| 22     | Mad Max: Fury Road                             |                                     | George Miller                    | 2 360 586         | 19 (fin) |
| 23     | Hôtel Transylvanie 2                           |                                     | Genndy Tartakovsky               | 2 301 547         | 14 (fin) |
| 24     | Le Petit Prince                                |                                     | Mark Osborne                     | 1 951 629         | 18 (fin) |
| 25     | Belle et Sébastien : l'aventure continue       | Christian Duguay                    | 1 818 384                        | 12 (fin)          |          |
| 26     | Ant-Man                                        |                                     | Peyton Reed                      | 1 762 642         | 14 (fin) |
| 27     | Cendrillon                                     | Kenneth Branagh                     | 1 721 458                        | 15 (fin)          |          |
| 28     | Les Nouveaux Héros                             | Don Hall et Chris Williams          | 1 710 223                        | 16 (fin)          |          |
| 29     | Kingsman : Services secrets                    |                                     | Matthew Vaughn                   | 1 656 721         | 17 (fin) |
| 30     | La Nuit au musée : Le Secret des Pharaons      |                                     | Shawn Levy                       | 1 576 649         | 10 (fin) |
| 31     | Bis                                            |                                     | Dominique Farrugia               | 1 512 945         | 9 (fin)  |
| 32     | Terminator Genisys                             |                                     | Alan Taylor                      | 1 426 224         | 8 (fin)  |
| 33     | Bob l'éponge, le film : Un héros sort de l'eau | Paul Tibbitt                        | 1 308 970                        | 10 (fin)          |          |
| 34     | Le Dernier Loup                                |                                     | Jean-Jacques Annaud              | 1 282 413         | 14 (fin) |
| 35     | En route !                                     |                                     | Tim Johnson                      | 1 213 616         | 14 (fin) |
| 36     | Les Quatre Fantastiques                        | Josh Trank                          | 1 201 597                        | 7 (fin)           |          |
| 37     | Connasse, princesse des cœurs                  |                                     | Eloïse Lang et Noémie Saglio     | 1 199 096         | 10 (fin) |
| 38     | Le Grand Partage                               | Alexandra Leclère                   | 1 169 659                        | 9 (fin)           |          |
| 39     | San Andreas                                    |                                     | Brad Peyton                      | 1 151 994         | 8 (fin)  |
| 40     | Ted 2                                          | Seth MacFarlane                     | 1 145 097                        | 10 (fin)          |          |
| 41     | Demain                                         |                                     | Cyril Dion et Mélanie Laurent    | 1 087 306         | 48 (fin) |
| 42     | Imitation Game                                 |                                     | Morten Tyldum                    | 1 073 025         | 17 (fin) |
| 43     | Les Souvenirs                                  |                                     | Jean-Paul Rouve                  | 1 068 625         | 10 (fin) |
| 44     | Marguerite                                     | Xavier Giannoli                     | 1 065 499                        | 28 (fin)          |          |
| 45     | Une heure de tranquillité                      | Patrice Leconte                     | 1 039 996                        | 8 (fin)           |          |
| 46     | La Grande Aventure de Maya l'abeille           |                                     | Alexs Stadermann                 | 1 006 536         | 23 (fin) |
| 47     | Shaun le mouton                                |                                     | Mark Burton et Richard Starzack  | 1 003 022         | 23 (fin) |
| 48     | L'Hermine                                      |                                     | Christian Vincent                | 1 002 591         | 24 (fin) |
| 49     | La Loi du marché                               | Stéphane Brizé                      | 1 000 708                        | 37 (fin)          |          |

## Les records par semaine
| Semaines    | Titre                                          | Pays                        | Réalisateur | Entrées   |
| ----------- | ---------------------------------------------- | --------------------------- | ----------- | --------- |
| 1re semaine | Star Wars, épisode VII : Le Réveil de la Force |                             | J.J Abrams  | 3 801 235 |
| 2e semaine  | Star Wars, épisode VII : Le Réveil de la Force | 3 002 116                   | J.J Abrams  |           |
| 3e semaine  | Star Wars, épisode VII : Le Réveil de la Force | 1 709 059                   | J.J Abrams  |           |
| 4e semaine  | Star Wars, épisode VII : Le Réveil de la Force | 716 354                     | J.J Abrams  |           |
| 5e semaine  | Star Wars, épisode VII : Le Réveil de la Force | 453 745                     | J.J Abrams  |           |
| 6e semaine  | Les Minions                                    | Kyle Balda et Pierre Coffin | 343 513     |           |
| 7e semaine  | Les Minions                                    | Kyle Balda et Pierre Coffin | 271 821     |           |
| 8e semaine  | Les Minions                                    | Kyle Balda et Pierre Coffin | 176 094     |           |
| 9e semaine  | Vice-versa                                     | Pete Docter                 | 175 774     |           |
| 10e semaine | Vice-versa                                     | Pete Docter                 | 152 571     |           |
| 11e semaine | Vice-versa                                     | Pete Docter                 | 119 703     |           |
| 12e semaine | Vice-versa                                     | Pete Docter                 | 54 223      |           |
| 13e semaine | Vice-versa                                     | Pete Docter                 | 69 310      |           |

## Plus longues durées à l'affiche
| Semaines    | Titre            | Pays       | Réalisateur                      |
| ----------- | ---------------- | ---------- | -------------------------------- |
| 48 semaines | Demain           | France     | Cyril Dion et Mélanie Laurent    |
| 37 semaines | La Loi du marché | France     | Stéphane Brizé                   |
| 28 semaines | Marguerite       | France     | Xavier Giannoli                  |
| 26 semaines | Vice Versa       | États-Unis | Pete Docter et Ronnie del Carmen |
| 24 semaines | L'Hermine        | France     | Christian Vincent                |

## Box-office par semaine
| #  | Date (à partir du) | Film no 1                                      | Pays      | Entrées   |
| -- | ------------------ | ---------------------------------------------- | --------- | --------- |
| 1  | 7 janvier 2015     | La Famille Bélier                              |           | 620 231   |
| 2  | 14 janvier 2015    | La Famille Bélier                              | 654 666   |           |
| 3  | 21 janvier 2015    | Taken 3                                        | 1 192 842 |           |
| 4  | 28 janvier 2015    | Taken 3                                        | 588 733   |           |
| 5  | 4 février 2015     | Papa ou Maman                                  | 757 255   |           |
| 6  | 11 février 2015    | Cinquante nuances de Grey                      |           | 2 081 638 |
| 7  | 18 février 2015    | American Sniper                                | 1 083 056 |           |
| 8  | 25 février 2015    | American Sniper                                | 753 043   |           |
| 9  | 4 mars 2015        | American Sniper                                | 394 112   |           |
| 10 | 11 mars 2015       | American Sniper                                | 266 589   |           |
| 11 | 18 mars 2015       | Divergente 2 : L'Insurrection                  | 1 172 398 |           |
| 12 | 25 mars 2015       | Cendrillon                                     | 636 418   |           |
| 13 | 1er avril 2015     | Fast and Furious 7                             | 2 158 508 |           |
| 14 | 8 avril 2015       | Fast and Furious 7                             | 896 443   |           |
| 15 | 15 avril 2015      | Fast and Furious 7                             | 558 290   |           |
| 16 | 22 avril 2015      | Avengers : L'Ère d'Ultron                      | 1 926 049 |           |
| 17 | 29 avril 2015      | Avengers : L'Ère d'Ultron                      | 1 145 569 |           |
| 18 | 6 mai 2015         | Avengers : L'Ère d'Ultron                      | 514 233   |           |
| 19 | 13 mai 2015        | Mad Max: Fury Road                             |           | 905 012   |
| 20 | 20 mai 2015        | Mad Max: Fury Road                             | 586 046   |           |
| 21 | 27 mai 2015        | San Andreas                                    |           | 471 962   |
| 22 | 3 juin 2015        | San Andreas                                    | 250 779   |           |
| 23 | 10 juin 2015       | Jurassic World                                 | 2 087 959 |           |
| 24 | 17 juin 2015       | Jurassic World                                 | 1 012 256 |           |
| 25 | 24 juin 2015       | Jurassic World                                 | 782 416   |           |
| 26 | 1er juillet 2015   | Les Profs 2                                    |           | 1 180 383 |
| 27 | 8 juillet 2015     | Les Minions                                    |           | 2 180 461 |
| 28 | 15 juillet 2015    | Les Minions                                    | 1 205 332 |           |
| 29 | 22 juillet 2015    | Les Minions                                    | 943 336   |           |
| 30 | 29 juillet 2015    | Le Petit Prince                                |           | 641 055   |
| 31 | 5 août 2015        | Les Quatre Fantastiques                        |           | 657 288   |
| 32 | 12 août 2015       | Mission impossible : Rogue Nation              | 1 233 768 |           |
| 33 | 19 août 2015       | Mission impossible : Rogue Nation              | 646 680   |           |
| 34 | 26 août 2015       | Mission impossible : Rogue Nation              | 395 388   |           |
| 35 | 2 septembre 2015   | Le Tout Nouveau Testament                      |           | 301 140   |
| 36 | 9 septembre 2015   | Prémonitions                                   |           | 329 959   |
| 37 | 16 septembre 2015  | Marguerite                                     |           | 264 495   |
| 38 | 23 septembre 2015  | Everest                                        |           | 313 160   |
| 39 | 30 septembre 2015  | Everest                                        | 246 609   |           |
| 40 | 7 octobre 2015     | Le Labyrinthe : La Terre brûlée                | 1 190 062 |           |
| 41 | 14 octobre 2015    | Les Nouvelles Aventures d'Aladin               |           | 1 452 753 |
| 42 | 21 octobre 2015    | Les Nouvelles Aventures d'Aladin               | 1 365 473 |           |
| 43 | 28 octobre 2015    | Les Nouvelles Aventures d'Aladin               | 738 901   |           |
| 44 | 4 novembre 2015    | Seul sur Mars                                  |           | 363 592   |
| 45 | 11 novembre 2015   | 007 Spectre                                    |           | 2 203 549 |
| 46 | 18 novembre 2015   | Hunger Games : La Révolte, partie 2            |           | 1 231 013 |
| 47 | 25 novembre 2015   | Hunger Games : La Révolte, partie 2            | 670 565   |           |
| 48 | 2 décembre 2015    | Babysitting 2                                  |           | 801 212   |
| 49 | 9 décembre 2015    | Babysitting 2                                  | 494 361   |           |
| 50 | 16 décembre 2015   | Star Wars, épisode VII : Le Réveil de la Force |           | 3 801 235 |
| 51 | 23 décembre 2015   | Star Wars, épisode VII : Le Réveil de la Force | 3 002 116 |           |
| 52 | 30 décembre 2015   | Star Wars, épisode VII : Le Réveil de la Force | 1 709 059 |           |

## Parts de marché
Un total de plus de 200 millions d'entrées au cinéma fut enregistré pour cette année, en légère baisse par rapport à 2014.
- France : 35,2 % des entrées contre 44,4 % l'année précédente
- États-Unis : 54,5 % des entrées, soit un bond par rapport aux 45 % de 2014, grâce aux nombreux succès dominant le classement, malgré quelques contre-performances
- Films étrangers non-américains : 10,2 %, en légère amélioration par rapport à l'an passée mais moins que la moyenne de 13 %. À l'exception notable de La Grande Aventure de Maya l'Abeille qui ne fut distribué qu'en version française, les plus gros succès (plus de 300 000 entrées) souvent diffusés en version originale sont Taxi Téhéran, Les Nouveaux Sauvages, Oups ! J'ai raté l'arche..., Mia madre, Le Labyrinthe du silence et La isla mínima[51].

## Liste des échecs
Le site PureMédias compile comme chaque année une liste des 20 films ayant échoué par rapport à leurs distributions en salle.

## Classements complémentaires
- Box-office par année